# LMTO
LMTO (ang. Linear Muffin Tin Orbitals) - jedna z metod obliczeniowych ab initio fizyki ciała stałego stosowanych przy modelowaniu struktury elektronowej kryształów.
Metoda ta jest wykorzystuje teorię funkcjonałów gestości.  Koordynatorem projektu rozwijania tej metody jest Ole Krogh Andersen. Pierwsza wersja programu wykosztującego metodę LMTO została udostępniona w 1988 roku. Ostatnie zmiany w projekcie TB-LMTO-ASA są datowane na rok 2000.